# باب الزوار
باب الزوار بلدية من بلديات ولاية الجزائر تابعة لدائرة الدار البيضاء. البلدية مكونة من مناطق حضرية متباينة حي إسماعيل يفصح، حي 8 ماي 1945 (سوريكال)، حي 5 جويلية 1962، حي طاهر رابية، وحي الصومام وحي الجرف بالإضافة إلى الحي السكني دوزي المكون من سكنات فردية ممتدة على 30 هكتار.
و منذ 2001 تقوم الدولة بإنشاء عدة أحياء مكونة من عمارات سكنية ب 22 طابق. تقع فيها جامعة العلوم والتكنولوجيا هواري بومدين (35000 طالب). وشركة الاتصالات للهاتف النقال أوريدو وبالإضافة إلى مراكز للأعمال تفتح من حول فندق مركير غير البعيد عن المطار الا بمسافة 5 دقائق.

## تاريخ
عُرفت باسم "عودة الصيد" أثناء الاستعمار الفرنسي، ولم يتبق من هذه الفترة سوى قريتين صغيرتين: قرية على طول الطريق الوطني القديم المؤدي إلى مطار الجزائر، وقرية أخرى تسمى سيدي محمد على طول الطريق السريع خلفها. مدينة 8 مايو 1945.

## الأحياء
- حي يحي بوسحاقي
- حي دوزي
- حي 5 جويلية
- حي رابية طاهر

## المساجد
- مسجد سعد بن أبي وقّاص في حيّ تريبو محمود والذّي بني بعد الاستقلال بزمان يسير.
- مسجد سيدي امحمد في الحيّ العتيق سيدي امحمد وهو أقدم مسجد في بلدية باب الزّوار.
- مسجد مصعب بن عمير في حي 08 ماي 1945 (الوحدة الجوارية رقم 03).
- مسجد عائشة أم المؤمنين: في حي إسماعيل يفصح (2068 مسكن)
- مسجد الفرقان: في حي رابية الطاهر
- مسجد بلال بن رباح: في حي الصومام
- مسجد سلمان الفارسي: في حي المصالحة الوطنية
- مسجد حمزة بن عبد المطلب: في حي 5 جويلية
- مسجد الأنصار: في حي الجرف
- مسجد عمر بن الخطاب: في حي 8 ماي 1945 (السوريكال)

## أعلام
- إسماعيل يفصح
- زاهو

## مواضيع ذات صلة
- تاريخ ولاية الجزائر
- بلديات ولاية الجزائر
- دوائر ولاية الجزائر

## وصلات خارجية
- خريطة لباب الزوار
- صور لباب الزوار : 1 2 3
| - ع - ن - ت ولاية الجزائر | - ع - ن - ت ولاية الجزائر                                                              | - ع - ن - ت ولاية الجزائر |
| --- | -------------------------------------------------------------------------------------- | ------------------------- |
| وزارة الداخلية |                                                                                        |                           |
| دائرة زرالدة | - زرالدة - سطاوالي - السويدانية - المعالمة - الرحمانية                                 |                           |
| دائرة الشراقة | - الشراقة - الحمامات - دالي إبراهيم - عين البنيان - أولاد فايت                         |                           |
| دائرة درارية | - درارية - بابا حسن - الدويرة - خرايسية - العاشور                                      |                           |
| دائرة بئر توتة | - بئر توتة - أولاد شبل - تسالة المرجة                                                  |                           |
| دائرة بئر مراد رايس | - بئر مراد رايس - حيدرة - السحاولة - بئر خادم - جسر قسنطينة                            |                           |
| دائرة بوزريعة | - بوزريعة - بني مسوس - بن عكنون - الأبيار                                              |                           |
| دائرة باب الوادي | - باب الوادي - القصبة - بولوغين - الرايس حميدو - واد قريش                              |                           |
| دائرة حسين داي | - حسين داي - القبة - المقارية - بلوزداد                                                |                           |
| دائرة سيدي امحمد | - سيدي امحمد - المدنية - المرادية - الجزائر الوسطى                                     |                           |
| دائرة الحراش | - الحراش - وادي السمار - بوروبة - باش جراح                                             |                           |
| دائرة براقي | - براقي - الكاليتوس - سيدي موسى.                                                       |                           |
| دائرة الدار البيضاء | - الدار البيضاء - باب الزوار - عين طاية - المرسى - برج البحري - برج الكيفان - المحمدية |                           |
| دائرة الرويبة | - الرويبة - الرغاية - هراوة                                                            |                           |
| وزارة الداخلية - التقسيم الإداري في الجزائر - ولايات الجزائر - الولايات المنتدبة في الجزائر - دوائر الجزائر - قائمة بلديات الجزائر |                                                                                        |                           |